# Tamerlan le Grand

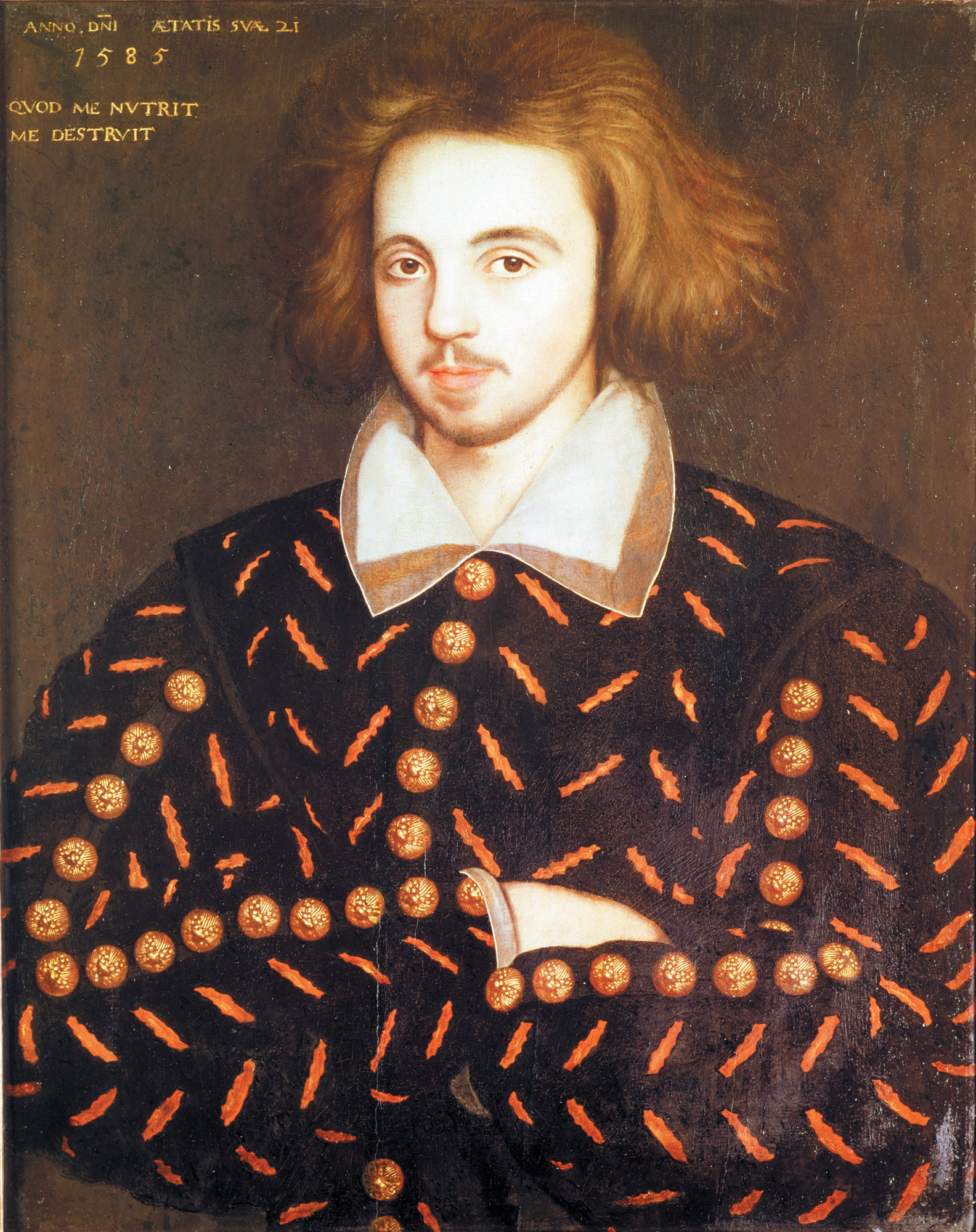
Un portrait anonyme, représentant probablement Christopher Marlowe.

Tamerlan le Grand (titre original : Tamburlaine the Great) est une pièce de Christopher Marlowe écrite avant 1587 et publiée en 1590. Elle est librement inspirée de la vie de Tamerlan. S'il y a peu de doute sur le fait que cette pièce contienne une critique des dogmes religieux, plusieurs interprétations de l'intention de Marlowe existent. Certains commentateurs y voient une manifestation d'athéisme et une critique du christianisme alors que d'autres insistent sur la veine anti-musulmane du texte, illustrée par exemple par une scène où l'on brûle le Coran. 
Fin 2005, cette même scène a été à l'origine d'une polémique autour de la mise en scène de David Farr, pour laquelle le texte était légèrement altéré pour « adoucir » l'aspect spécifiquement anti-Islam et en faire une critique « plus puissante » de l'ensemble des religions.

## Édition française
- Tamerlan le Grand, traduit par Luc de Goustine, Belval : Circé, coll. Théâtre no 13, 2003  (ISBN 978-2842421489)